# Црнојевићи
Црнојевићи су били српска династија са простора средњовјековне Зете (данашња Црна Гора). Као истакнута великашка породица у областима Горње Зете, Црнојевићи су средином 15. вијека образовали државу која је постојала до 1479. године, када је први пут пала под османску власт, након чега је обновљена 1481. године, да би под османску власт поново и коначно потпала 1496. године. Најистакнутији припадници династије били су: Стефан Црнојевић (†1465), Иван Црнојевић (†1480), Ђурађ Црнојевић († око 1513) и Скендер Црнојевић, санџак-бег Црне Горе (1513-1530). Осим као владари, Црнојевићи су познати по оснивању прве штампарије на јужнословенским просторима, у којој суштампане прве ћириличне књиге на српскословенском језику. Након пада Зете (1496), припадници династије Црнојевића избјегли су у Млетачку републику, гдје су наставили да живе до 17. вијека.
Црнојевићи су потомци зетског властелина Ђураша Илића, који се први пут помиње 1326, у пратњи Стефана Дечанског, као челник. Први помен ове зетске породице датира из 1331. Племенски они се зову још и Ђурашевићи, Гојчиновићи и Калођурђевићи. Негде с краја 12. или почека 13. века живео је у Зети и Ђураш Вранчић. Његови потомци су се по њему презивали Ђурашевићи. Неколико генерација касније један од потомака се звао Црноје Ђурашевић, а његови потомци су се презивали Црнојевић — Ђурашевић, да би на крају остало само Црнојевић. У историјској документацији, а због тадашње језичке несавршености, презимена Црнојевић сусрећу се још и као: Цьрноевићь (као што је то на печату Иван-бега), Чрноевићъ, Чрноевичь, Черноевичь и Чарнојевић.

## Преци
Неки историчари датирају порекло Црнојевића од Зетског властелин Ђураша Илијића од оца Илије који се први пут помиње 1326. до 1362, у пратњи Стефана Дечанског и Стефана Душана, као челник.
После је био присталица Душанов против старог краља. 1355—56 бранио је Скрадин од Мађара, и у невољи га предао Млечанима. У Зети су га потисли Балшићи. Имао је два брата Николу и Владина, сви од оца Ивана. Умро је око 1362. и сахрањен је код манастира на Превлаци (код каснијег Тивта).

## Успон династије Црнојевића
, са представом двоглавог орла]]
Крајем XIV века јављају се Ђурашеви синови Радич, Стефан и Добровој. Радич је био супарник тадашњој српској владајућој кући Балшића, актуелних владара Зете. С правом се може рећи да је Радич зачетник династије Црнојевића, и да је контролисао планински венац изнад Котора и Будве. 
Радичеви унуци Ђурађ Ђурашевић Црнојевић и Алекса Ђурашевић Црнојевић, који су 1404. хтели да нападну Сандаља Хранића, а које су Млечани узалуд покушали да придобију против Балше III. Њихово је подручје било у катунској нахији, близу приморја, а од краја 14. века господаре они Будвом, Котором и њиховом околином. У 15. веку држали су се обично с млетачком републиком, од које су добијали титуле, поклоне и сталне годишње пензије.
Ђурђеви синови: Гојчин (Којчин), Ђурашин, Стефан и један непознати зову се час Ђурашевићима час Црнојевићима. Ово друго име превлађује од средине 15. века.
Од 1440. године почео се видно истицати војвода Стефан Црнојевић, који је извјесно време колебао између херцега Стефана, деспота Ђурђа и Млетака, али је прешао на страну ових. Млеци су га 1452. именовали за свог капетана и војводу горње Зете и обезбедили га читавим низом прихода. Он је с успехом ратовао против војске деспота Ђурђа и знатно допринео, да се учврсти млетачка власт у приморју. Његова жена Марија била је сестра Скендербегова.

## Наследник и оснивач Црне Горе
Наследник Стефанов био је Иван Црнојевић владао од 1465. до 1490, са седиштем у Жабљаку на Скадарском језеру. Он је добар део младости провео код херцега Стефана као талац за оца. Читав његов живот био је пун криза. Супротно од оца, водио је спочетка антимлетачку политику, али је, пред опасношћу од Турака, ипак обновио везе с млецима. 1473. за заслуге у борбама против Турака постао је млетачки племић. За време велике турске офанзиве у Албанији изгубио је земље 1479. године и прешао у Италију. После смрти султана Мехмеда II. и за време трајања престолних борби у Турској, Иван је успео да се врати поново у Зету и обнови је као своју државу, и ако у мањем обиму 1481. године. Постао је турски вазал, а за „тврђу веру” послао је 1485. године у Цариград сина Станишу као таоца, који је тамо примио ислам и добио име Скендер, по брату његове бабе Марије. Иван је подигао манастир на Цетињу 1484. године, где му је у овом другом периоду владавине била и престоница.
Његов син, Ђурађ Црнојевић владао је од 1490. до 1496, забележен је у црногорској и широј српској културној историји као оснивач прве словенске штампарије на југу, која је била смештена при Манастиру Црнојевића на Ћипуру, и која је радила од 1493. до 1496. Он је био млетачки зет, имао је жену Јелисавету, ћерку племића Ерица. Народна предања приписују њој свађу, која је настала у Црној Гори између браће Ђурђа и Стефана, и окривљује је индиректно за пропаст Црне Горе. Стефан и скадарски санџак Фериз-бег оптуживали су Ђурђа због веза с хришћанским владарима уперених против Турака. Позван зато на одговорност, Ђурађ је побегао Млецима. Тамо је имао тешких дана и био је чак затворен ради критике млетачких власти.
Турци су породичне поседе Црнојевића оставили у власништву Ђурђевог брата Стефана, који их је држао од 1496. до 1498. или 1499. године, али је и он ускоро уклоњен од Турака након чега се замонашио. За време рата између Млетака и Турске (1498 до 1503) Ђурађ се 1501. године вратио у отаџбину и покушао устанак, али није имао успеха. Предао се потом Турцима, надајући се, да ће помоћу њих обновити власт. Фериз-бег га је упутио у Цариград. Тамо се Ђурађ морао одрећи свих права на Црну Гору, а као накнаду добио је нека добра у Анадолији. Тамо је и умро, примивши, према неким вестима, исламску веру. О његовим потомцима у Млецима има вести све до 1636.
Једно време владао је у Црној Гори и трећи син Иван-бегов, Скендер-бег Црнојевић и то од 1513 до 1530, али само као турски санџакбег. За време његове владе била је Црна Гора изузета из скадарског санџаката као посебна област.
- Остаци Манастира Црнојевића на Ћипуру
- Црква на Ћипуру и остаци Манастира Црнојевића на Ћипуру
- Капител оригиналног стуба манастира[а]
- Реплике остатака стубова Манастира Црнојевића
- Поглед на Дворац краља Николе и остатке манастира

## Веза са династијом Црнојевића
Главну линију династије Црнојевића чинили су Стеван, Иван и Ђурађ, дакле, отац, син и унук. Око њих породица Црнојевића је била веома разграната са веома јаким родбинским везама. У самој породици постојали су чести сукоби између присталица породичног владања и власти истакнутих појединаца. Историјски подаци о остатку породице су веома скромни. И поред тога познато је да је Иван после напуштања тврђаве на Жабљаку бригу о њој препустио неком свом рођаку, који се после пада Жабљака 1478. године највероватније преселио на Ријечки Град где је био и сам Иванбег. По првом повратку из изгнанства 1480. године Иван је ступио у контакт са неким својим рођаком који му је помагао вероватно са братом Ђурђем или, чак пре, с његовим сином, који је после пада Црне Горе живео у Котору. Није познато где су ти рођаци живели после Ивановог повратка на власт 1481. године. Део породице се преселио на Косово и познато је да су неки променили веру у ислам и били турске спахије. У историјским списима помињу се двојица спахија Црнојевића. у Пећи и Плаву, под именом Радич.

## Коришћење презимена Црнојевић
У току пуне моћи династије Црнојевића, дакле у XV веку, у Италији су се појавили неки Црнојевићи нејасног порекла који су вероватно хтели презименом да профитирају. Преузимање презимена Црнојевић забележено је и касније када је Арсеније, вероватно Мартиновић, из Бајица отишао у Пећ и потом постао патријарх Арсеније Чарнојевић. Он се вероватно на овај чин одлучио да би помоћу овог славног српског презимена задобио симпатије и поверење како народа тако и аустријског двора. У самој Црној Гори није забележено да је у периоду владавине династије Црнојевића било других Црнојевића осим оних који су били у блиском породичном сродству са самом династијом. С друге стране није ни забележено да је неко у Црној Гори променом свог презимена злоупотребљавао презиме Црнојевића. Узимајући у обзир, да према народном предању, за све време постојања породице Црнојевића у селу Грађани нико никада није сумњао да та породица припада потомцима славне династије, а и они сами су се тако осећали, то следи да ова породица припада неком огранку ове чувене црногорске породице. С обзиром да у родослову недостаје неколико генерација са којима би се дошло до XV века када је династија Црнојевића била у пуној снази, то једино коректне претпоставке о пореклу стоје на располагању. Оно што је коректно претпоставити је да данашњи Црнојевићи нису директни потомци Иванбега. Ово стога што је Иванбег имао три сина Ђурђа, Стевана и Станка. Ћурђева породица се дефинитивним падом Црне Горе преселила у Венецију, одакле је била Ћурђева супруга Јелисавета. У овом делу породице презиме Црнојевић се очувало око 120 година - до 1621. године када се помиње последњи потомак са презименом Црнојевић, а остатак породице се асимиловао у Италији. Средњи Иванов син Стефан је умро 1503. године као монах. Према томе он највероватније није био ни жењен, а самим тим није имао ни потомства. Најмлађи Иванов син Станко познат као Скендербег био је потурчен, односно прихватио је ислам као своју веру, а за време свог владања Црном Гором био је познат и као Станко од Бушата или Станко Бушатлија, зато су се неки од његових потомака презивали Бушатлије. С обзиром да је Станко у Црној Гори био веома омражен вероватно су се његови потомци, који су задржали презиме Црнојевић, преселили на Косово где су код Турака имали извесних повластица. Према томе, логично је претпоставити да данашњи Црнојевићи воде порекло или од Ћурађа - Ивановог брата а другог Стефаничиног сина, или, пак од Иванбегових стричева Ћурашина или Којчина. Ово је веома коректна претпоставка, јер како је Иван поверио на чување напуштеног Жабљака неком веома блиском рођаку, а што је историјски познато, тако је сасвим нормално било да је по напуштању Ријечког Града и одласком на Цетиње, бригу о вођењу старих Доњих породичних добара, са виноградима и рибњацима, поверио неком свом блиском рођаку. С обзиром да су блиски Иванбегови рођаци брат и браћа од стричева то следи да је неко од њих остао на Ријеци Црнојевића. Како је неко од предака данашњих Црнојевића, по породичном предању због крвне освете, из Ријеке Црнојевића дошао у Грађане, то следи да морају водити порекло од тог веома блиског Иванбеговог рођака - Радичевог потомка. Као допунски елемент који говори о заједничком пореклу, који може, а не мора пуно да значи, јесу имена која се појављују у оба родослова - некадашње и садашње породице Црнојевић. Наиме, није ни најмање занемарљиво што се у оба родослова јављају иста имена Радич, односно Раич, и Ђурашин - Ђурађ, односно новија варијанта тог имена – Ђуро.

## Знаменити Црнојевићи
- Стефан I Црнојевић - (1451 - 1465)
- Иван I Црнојевић - (1465 - 1490)
- Ђурађ Црнојевић - (1490 - 1496)
- Стефан II Црнојевић - (1496 - 1499) (држао породичне поседе)
- Скендер Црнојевић - (1513 - 1530) (као турски санџак-бег)

## Породично стабло
- Ђураш Вранчић
- Илија
- Ђураш Илијић (Илић)
- Црноје Ђурашевић
- Радич Црнојевић
- Ђурађ Ђурашевић Црнојевић
- Ђурашин
- Којчин (Гојчин, Goycinus)
- Стефан (Стефаница) Црнојевић
- Ђурађ Црнојевић
- Петар (први конвертит - муслиман у Црној Гори)
- Иван Црнојевић
- Ђурађ (Ђорђе) Црнојевић
- Соломон
- Константин
- Јован
- Виктор
- Јован
- Фаустина
- Иван
- Ђурађ
- Антонија
- Непозната Ћерка
- Непозната Ћерка
- Стефан
- Станиша (Скендербег Црнојевић, Санџакбег Црне Горе, Станко Бушатлија)
- Непозната Ћерка
- Непозната Ћерка
- Непознати син
- Алекса (Љеш, Alexius) Ђурашевић Црнојевић
- Стефан
- Добровој
- Никола
- Владо
- Марко